# Guillaume Coustou der Ältere

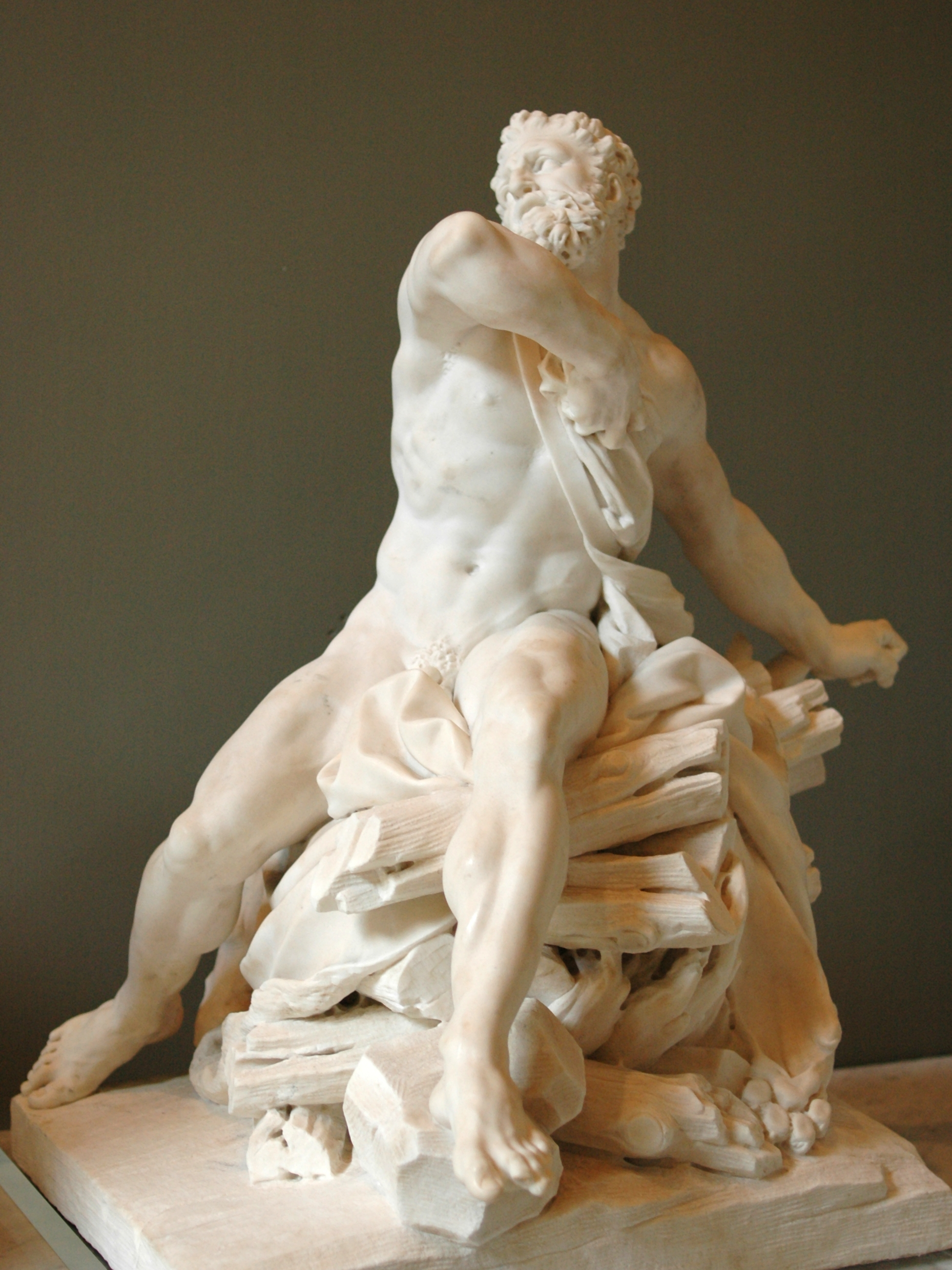
Herkules auf dem Scheiterhaufen, 1704 (Marmor, Musée du Louvre, Paris)

Guillaume Coustou (* 29. November 1677 in Lyon; † 22. Februar 1746 in Paris) war ein französischer Maler und Bildhauer. Er war der Bruder von Nicolas Coustou und Vater von Guillaume Coustou dem Jüngeren, beide ebenfalls Bildhauer.
Coustou kam mit 18 Jahren nach Paris zu seinem Onkel Antoine Coysevox. 1697 gewann er den römischen Akademiepreis, bekam aber nicht wie sein Bruder einen Platz an der Académie de France in Rom. Er ging deshalb auf eigene Kosten nach Rom und arbeitete bei Pierre Le Gros dem Jüngeren, von dessen lebhaftem Barockstil er stark beeinflusst wurde. Schon 1700 kehrte er nach Paris zurück. 1704 wurde er Mitglied der königlichen Akademie, 1715 Professor der Akademie und 1733 Rektor.
In Frankreich sind noch viele seiner Werke vorhanden; namentlich besitzt die Schlosskapelle zu Versailles eine Anzahl. Im Museum des Louvre sieht man von ihm die Marmorstatue der Maria Leszczyńska, die in kokett gespreizter Haltung zur (Puder-)Juno gemacht ist.

## Werke (Auswahl)
| Bezeichnung                                          | Technik    | Maße                            | Abbildung |
| ---------------------------------------------------- | ---------- | ------------------------------- | --------- |
| Marie Leszczynska (1703–1768) en Junon               | Marmor     | H: 1,98 m, L: 1,09 m, B: 0,71 m |           |
| Cheval retenu par un palefrenier dit Cheval de Marly | Marmor     | H: 3,40 m, L: 2,84 m, B: 1,27 m |           |
| Cheval retenu par un palefrenier dit Cheval de Marly | Marmor     |                                 |           |
| Apollon poursuivant Daphné                           | Marmor     | H: 1,35 m, L: 1,06 m, B: 1,13 m |           |
| Daphné poursuivie par Apollon                        |            | H: 1,32 m, L: 1,35 m, B: 0,65 m |           |
| Hippomène                                            | Marmor     | H: 1,31 m, L: 1,25 m, B: 0,60 m |           |
| Hercule sur le bûcher                                | Marmor     | H: 0,74 m, L: 0,63 m, B: 0,56 m |           |
| Nicolas Coustou (1658–1733)                          | Terrakotta | H: 0,56 m, L: 0,42 m, B: 0,31 m |           |